# 피논쥐
피논쥐(Peromyscus truei)는 비단털쥐과에 속하는 설치류의 일종이다. 미국 남서부와 멕시코 바하칼리포르니아주의 토착종이다. 중간 크기의 설치류로 비교적 큰 귀 때문에 구별되기도 한다. 분포 지역은 북쪽의 오리건주 남부와 와이오밍주부터 아종 "코만치"(P. t. comanche) 개체군이 서식하는 텍사스 팬핸들의 팔로 듀로 캐년 주변 지역을 포함하여 남쪽의 미국과 멕시코 국경 지대까지 이어진다.

## 특징
피논쥐의 털은 연하고 누르스름한 갈색부터 갈색빛 검은색까지 다양한 색을 띠며, 발은 검은색부터 흰색까지 다양한 밝은 색을 띤다. 그래서 이와같은 이유로 다른 흰발쥐(P. leucopus)로 정확하지 않게 분류되기도 하지만 약간 구별되는 차이가 있다. 피논쥐는 큰 귀를 가지고 있으며, 귀는 뒷발만큼 크거나 더 큰 경향이 있다. 꼬리 끝에서 길거나 긁은 털이 관찰 되기도 한다. 큰 두개골을 갖고 있으며, 청각 돌기가 더 부풀어 있고 덜 건장한 협골궁을 갖고 있다.

## 분포 및 서식지
피논쥐는 다양한 서식지에서 발견된다. 바위 경사면 지역과 피논-노간주나무 지역을 좋아하지만 사막 지대와 숲, 풀로 덮인 평원 등에서도 발견된다. 수컷이 차지하는 영역이 최대 2.9 헥타르로 다른 사막쥐보다 차지하는 분포 영역이 더 큰 경향이 있으며, 가뭄 여부와 구할 수 있는 먹이의 양에 따라 기인할 수 있다. 서식지 고도가 유연하고 다양한 기후 조건에 적응할 수 있다는 것을 보여 준다.

## 먹이
피논쥐는 잡식성 동물로 곤충과 무척추동물, 버섯류와 함께 발견되지만, 먹이를 찾을 때 다른 사슴쥐류 보다 비교적 더 먹이를 잘 잡는 경향이 있다. 불타버린 지역에서 불이 난 지역 안쪽으로 이동하는 대신에 가장자리를 고수하는 경향이 있다. 물을 찾는 것은 대부분의 서식지에서 일반적으로 어려운 일이며 그에 따라 먹이의 양을 조절한다.